# Da (opera teatrale)
Da è un'opera teatrale del commediografo irlandese Hugh Leonard, debuttata nell'Off-Off-Broadway nel 1978. Matt Clark ne ha realizzato un omonimo adattamento cinematografico nel 1988, con Martin Sheen. La commedia ha vinto il Tony Award alla migliore opera teatrale.

## Trama
La storia, fortemente autobiografica, racconta di un uomo che considera la difficile relazione con il padre, un povero giardiniere costantemente sfruttato dai suoi datori di lavori.